# Блок-хаус
Блок-хаус (блок-хауз, англ. block house) — строганая доска типа вагонка, выполненная в виде сегмента оцилиндрованного бревна или профилированного бруса. Предназначена для внутренней и внешней декоративной отделки помещений и зданий.

## История возникновения
Блок-хаус является видом вагонки, и возник после её популяризации, в начале 1990-х годов. Новый вид пиломатериала быстро завоевал рынок Европы, а затем и постсоветского пространства. В настоящее время — один из самых востребованных строительных материалов из древесины.

## Технология изготовления и монтаж
В промышленных масштабах блок-хаус производится из бревна по схеме «квадрат в круге». То есть из центральной части бревна с прямоугольным сечением производится доска или брус, а из краев (с обзолом или полуобзолом) — вагонка типа «блок-хаус».
В небольших количествах вагонка типа «блок-хаус» производится как обычная вагонка путём обработки обрезной доски на четырёхстороннем фрезерном станке. Заготовка подается на вращающиеся фрезы, которые делают шпунт (шип), паз, закругляют лицевую сторону и выстругивают пазы.
Монтаж блок-хауса осуществляется путём укладки на подготовленную поверхность. Процесс монтажа начинается по направлению снизу вверх. Первую доску устанавливают ровно и горизонтально. При наружной обшивке панели устанавливают пазом вниз для предотвращения попадания влаги. При внутренней обшивке доски устанавливают пазом вверх — это позволяет более эффективно маскировать места соединения. Крепление панелей осуществляется путём их соединения: шпунт загоняется в паз, обеспечивая плотное прилегание панелей друг к другу.

## Материал
Блок-хаус чаще всего изготавливают из древесины хвойных пород — сосна, ель, пихта, кедр или лиственница. Производство вагонки типа блок-хаус возможно из осины, березы или липы.

## Типоразмеры
Пиломатериал «блок-хаус» производится длиной от 2000 до 6000 мм. Ширина такой вагонки измеряется как полезная ширина лицевой поверхности, а толщина есть максимальная толщина доски независимо от сечения. В России наиболее распространены следующие типоразмеры:
- 20×90×2000;
- 20×90×6000;
- 30×140×2000;
- 30×140×6000;
- 36×190×2000;
- 36×190×6000.

## Классификация
Класс А допускает прочные сучки с незначительными повреждениями, а также здоровые сучки, смоляные кармашки и червоточины шириной до 3 мм, но длиной не более 50 см на погонный метр.
Класс В предполагает здоровые тёмные сучки размером до 45 мм, не вросшие сучки до 65 мм и сучки с повреждениями, трещины толщиной до 1 мм в сумме не превышающие четверть изделия. Кроме того, допустимы смоляные кармашки и червоточины шириной не более 8 мм.
Классификация пороков древесины устанавливается ГОСТ 2140-81 «Видимые пороки древесины. Классификация, термины, определения».
В России, Белоруссии, Украине, Казахстане чаще используют классификацию согласно европейскому стандарту DIN 68126/86. Сортность определяется следующим образом: Extra, А, В, С. Такая классификация чаще всего применяется населением.